# Liste des codes postaux canadiens débutant par M
| Flag of Canada | Codes postaux canadiens |    |    |    |    |    |    |    |    |    |    |    |    |    |    |       |    |
| \| NL \| NS \| PE \| NB \| QC \| QC \| QC \| ON \| ON \| ON \| ON \| ON \| MB \| SK \| AB \| BC \| NU/NT \| YT \| \| A \| B \| C \| E \| G \| H \| J \| K \| L \| M \| N \| P \| R \| S \| T \| V \| X \| Y \| |                         |    |    |    |    |    |    |    |    |    |    |    |    |    |    |       |    |
| NL | NS                      | PE | NB | QC | QC | QC | ON | ON | ON | ON | ON | MB | SK | AB | BC | NU/NT | YT |
| A | B                       | C  | E  | G  | H  | J  | K  | L  | M  | N  | P  | R  | S  | T  | V  | X     | Y  |

## Torontométropolitain - 102RTA
Note: Il n'y a pas de RTA rurale à Toronto, ni de code postal débutant par M0.
| M1A Non assigné                                                               | M2A Non assigné                                 | M3A North York (York Heights / Victoria Village / Parkway East)   | M4A North York (Sweeney Park / Wigmore Park)                                                   | M5A Centre-ville (Regent Park / Port de Toronto)                                                                                           | M6A North York (Lawrence Manor / Lawrence Heights)                    | M7A Queen's Park Gouvernement provincial de l'Ontario                                            | M8A Non assigné | M9A Etobicoke (Islington Avenue) |
| M1B Scarborough (Malvern / Rouge River)                                       | M2B Non assigné                                 | M3B Don Mills Nord                                                | M4B East York (Parkview Hill / Woodbine Gardens)                                               | M5B Centre-ville (Université Ryerson) | M6B North York (Glencairn)                                            | M7B Non assigné                                                                                  | M8B Non assigné | M9B Etobicoke (West Deane Park / Princess Gardens / Martin Grove / Islington / Cloverdale)                                                     |
| M1C Scarborough (Rouge Hill / Port Union / Highland Creek)                    | M2C Non assigné                                 | M3C Don Mills Sud (Flemingdon Park)                               | M4C East York (Woodbine Heights)                                                               | M5C Centre-ville (St. James Town) | M6C York (Humewood-Cedarvale)                                         | M7C Non assigné                                                                                  | M8C Non assigné | M9C Etobicoke (Eringate / Bloordale Gardens / Old Burnhamthorpe / Markland Wood)                                                               |
| M1E Scarborough (Guildwood / Morningside Avenue / Ellesmere)                  | M2E Non assigné                                 | M3E Non assigné                                                   | M4E Est de Toronto (The Beaches)                                                               | M5E Centre-ville (Berczy Park) | M6E York (Caledonia-Fairbanks)                                        | M7E Non assigné                                                                                  | M8E Non assigné | M9E Non assigné |
| M1G Scarborough (Woburn)                                                      | M2G Non assigné                                 | M3G Non assigné                                                   | M4G East York (Leaside)                                                                        | M5G Centre-ville (Centre de Bay Street) | M6G Centre-ville (rue Christie)                                       | M7G Non assigné                                                                                  | M8G Non assigné | M9G Non assigné |
| M1H Scarborough (Cedarbrae)                                                   | M2H North York (Hillcrest Village)              | M3H North York (Bathurst Manor / Wilson Heights / Downsview Nord) | M4H East York (Thorncliffe Park)                                                               | M5H Centre-ville (rue Richmond / rue Adelaide / rue King)                                                                                  | M6H Ouest de Toronto (rue Dufferin / Dovercourt Village)              | M7H Non assigné                                                                                  | M8H Non assigné | M9H Non assigné |
| M1J Scarborough (Eglinton)                                                    | M2J North York (Fairview / Henry Farm / Oriole) | M3J North York (Northwood Park / Université York)                 | M4J Est de Toronto (The Danforth Est)                                                          | M5J Centre-ville (Harbourfront Est / Gare Union / Île de Toronto)                                                                          | M6J Ouest de Toronto (Rua Açores / Trinity)                           | M7J Non assigné                                                                                  | M8J Non assigné | M9J Non assigné |
| M1K Scarborough (Kennedy Park / Ionview / Est de Birchmount Park)             | M2K North York (Bayview Village)                | M3K Downsview Est (Forces canadiennes)                            | M4K Est de Toronto (The Danforth Ouest / Riverdale)                                            | M5K Centre-ville (Toronto Dominion Centre / Design Exchange)                                                                               | M6K Ouest de Toronto (Brockton / Parkdale Village / Exhibition Place) | M7K Non assigné                                                                                  | M8K Non assigné | M9K Non assigné |
| M1L Scarborough (The Golden Mile / Clairlea / Oakridge / Birchmount Park Est) | M2L North York (York Mills / Silver Hills)      | M3L Downsview West                                                | M4L Est de Toronto (rue Gerrard / The Beaches Ouest)                                           | M5L Centre-ville (Commerce Court / Victoria Hotel)                                                                                         | M6L North York (North Park / Maple Leaf Park / Upwood Park)           | M7L Non assigné                                                                                  | M8L Non assigné | M9L North York (Humber Summit) |
| M1M Scarborough (Cliffside / Cliffcrest / Scarborough Village Ouest)          | M2M Willowdale Est (Newtonbrook)                | M3M Downsview Centre                                              | M4M Est de Toronto (Studio District)                                                           | M5M North York (Bedford Park / Lawrence Park Ouest / Lawrence Manor Est)                                                                   | M6M York (Del Ray / Keelsdale / Mount Dennis / Silverthorne)          | M7M Non assigné                                                                                  | M8M Non assigné | M9M North York (Humberlea / Emery) |
| M1N Scarborough (Birch Cliff / Cliffside Ouest)                               | M2N Willowdale South                            | M3N North York (Downsview)                                        | M4N Centre de Toronto (Lawrence Park Est)                                                      | M5N Centre de Toronto (Roselawn) | M6N York (Runnymede / The Junction Nord)                              | M7N Non assigné                                                                                  | M8N Non assigné | M9N Weston |
| M1P Scarborough (Dorset Park / Wexford Heights / Scarborough Town Centre)     | M2P North York (York Mills Ouest)               | M3P Non assigné                                                   | M4P Centre de Toronto (Davisville Village Nord)                                                | M5P Centre de Toronto (Forest Hill Nord & Ouest)                                                                                           | M6P Ouest de Toronto (High Park / The Junction Sud)                   | M7P Non assigné                                                                                  | M8P Non assigné | M9P Etobicoke (Westmount) |
| M1R Scarborough (Wexford / Maryvale)                                          | M2R Willowdale OUest                            | M3R Non assigné                                                   | M4R Centre de Toronto (North Toronto Ouest)                                                    | M5R Centre de Toronto (The Annex / North Midtown / Yorkville)                                                                              | M6R Ouest de Toronto (Parkdale / Roncesvalles)                        | M7R Non assigné                                                                                  | M8R Non assigné | M9R Etobicoke (Kingsview Village / St. Phillips / Martin Grove Gardens / Richview Gardens)                                                     |
| M1S Scarborough (Agincourt)                                                   | M2S Non assigné                                 | M3S Non assigné                                                   | M4S Centre de Toronto (Davisville Village)                                                     | M5S Centre-ville (Université de Toronto / Harbord)                                                                                         | M6S Ouest de Toronto (Bloor West Village / Swansea)                   | M7S Non assigné                                                                                  | M8S Non assigné | M9S Non assigné |
| M1T Scarborough (Clarks Corners / Tam O'Shanter / Sullivan)                   | M2T Non assigné                                 | M3T Non assigné                                                   | M4T Centre de Toronto (Moore Park / Summerhill Est)                                            | M5T Centre-ville (Kensington Market / Chinatown / Grange Park)                                                                             | M6T Non assigné                                                       | M7T Non assigné                                                                                  | M8T Non assigné | M9T Non assigné |
| M1V Scarborough (Milliken / Agincourt North / Steeles Est / L'Amoreaux Est)   | M2V Non assigné                                 | M3V Non assigné                                                   | M4V Centre de Toronto (Summerhill Ouest / Rathnelly / South Hill / Forest Hill SE / Deer Park) | M5V Centre-ville (Tour CN / King and Spadina / Railway Lands / Harbourfront Ouest / Bathurst Quay / South Niagara / Aéroport Billy Bishop) | M6V Non assigné                                                       | M7V Non assigné                                                                                  | M8V Etobicoke (New Toronto / Mimico Sud / Humber Bay Shores)                                                                                             | M9V Etobicoke (South Steeles / Silverstone / Humbergate / Jamestown / Mount Olive / Beaumond Heights / Thistletown / Albion Gardens)           |
| M1W Scarborough (Steeles Ouest / L'Amoreaux Ouest)                            | M2W Non assigné                                 | M3W Non assigné                                                   | M4W Centre-ville (Rosedale)                                                                    | M5W Centre-ville Succursale postale A 25 The Esplanade (Enclave de M5E)                                                                    | M6W Non assigné                                                       | M7W Non assigné                                                                                  | M8W Etobicoke (Alderwood / Long Branch) | M9W Etobicoke Nord-ouest (Clairville / Humberwood / Woodbine Downs / West Humber / Kipling Heights / Rexdale / Elms / Tandridge / Old Rexdale) |
| M1X Scarborough (Upper Rouge)                                                 | M2X Non assigné                                 | M3X Non assigné                                                   | M4X Centre-ville (St. James Town / Cabbagetown)                                                | M5X Centre-ville (First Canadian Place / Toronto souterrain)                                                                               | M6X Non assigné                                                       | M7X Non assigné                                                                                  | M8X Etobicoke (The Kingsway / Montgomery Road / Old Mill Nord)                                                                                           | M9X Non assigné |
| M1Y Non assigné                                                               | M2Y Non assigné                                 | M3Y Non assigné                                                   | M4Y Centre-ville (Church and Wellesley)                                                        | M5Y Non assigné | M6Y Non assigné                                                       | M7Y Est de Toronto Centre de traitement du retour du courrier d'affaire 969 Est (Enclave de M4L) | M8Y Etobicoke (Old Mill Sud / King's Mill Park / Sunnylea / Humber Bay / Mimico NE / The Queensway Est / Royal York South Est / Kingsway Park South Est) | M9Y Non assigné |
| M1Z Non assigné                                                               | M2Z Non assigné                                 | M3Z Non assigné                                                   | M4Z Non assigné                                                                                | M5Z Non assigné | M6Z Non assigné                                                       | M7Z Non assigné                                                                                  | M8Z Etobicoke (Mimico NO / The Queensway Ouest / South of Bloor / Kingsway Park South Ouest / Royal York South Ouest)                                    | M9Z Non assigné |

| Statistique Canada, recensement de 2001 1. M1B : 61,566 2. M9V : 57,638 3. M1V : 55,703 4. M2J : 55,224 5. M1W : 50,055 | Statistique Canada, recensement de 2001 1. M5L : 0 2. M7A : 5 3. M7Y : 5 4. M5K : 10 5. M5X : 10 |

## Sources
- Géographie - Trouver de l’information par région ou aire géographique, sur Statistique Canada.
- Google Maps (ici un exemple de recherche avec la région de tri d'acheminement M1B)